# Jules Aviat
Jules Aviat (Brienne-le-Château, 26 giugno 1844 – Périgueux, 23 gennaio 1931) è stato un pittore francese.

## Biografia
Jules-Charles Aviat, pseudonimo di Jules-Charles Mauperrin, nacque nell'Aube, dipartimento del "grand est" della Francia, figlio di Jean Baptiste Mauperrin, commerciante, rivenditore di grano, e di Marie Marguerite Doux. Suo padre morì nel 1854 e sua madre convolò a nuove nozze con Pierre Antoine Aviat, ispettore della "Compagnia ferroviaria Parigi - Orléans", proveniente da una solida famiglia borghese di Arcis-sur-Aube. Costui diede il suo nome al giovane Jules che divenne, per lo stato civile, Jules-Charles Mauperrin Aviat. Dal nuovo marito sua madre ebbe due figli, Marie Antoinette e Albert, che diverrà un buon acquafortista e si stabilirà a Vendôme.
Il fratello minore del patrigno di Jules, Auguste Louis Aviat (1819-1876), era un pittore paesaggista, disegnatore e fotografo e fu senza dubbio grazie a lui che il giovane Jules-Charles maturò l'interesse per l'arte e decise infine di diventare pittore, assumendo il cognome del patrigno come nome d'arte. 

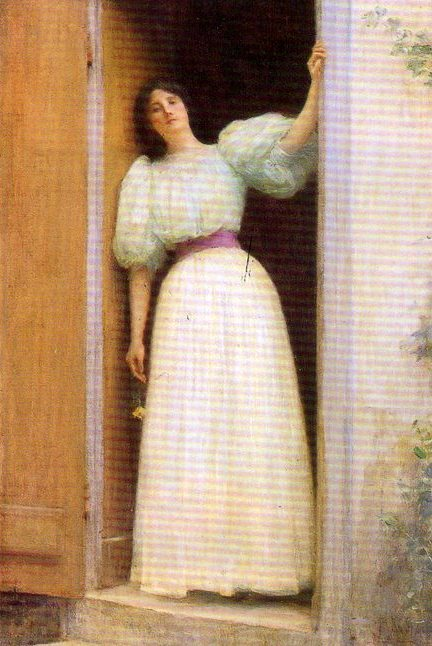
Pensieri lontani

Nel 1867, all'età di 23 anni, Jules Aviat partì per Roma, intenzionato a studiare in Italia, dove rimase tre anni. Lì incontrò Ernest Hébert, che era in quegli anni direttore dell'Accademia di Francia, divenne suo discepolo e ricevette assistenza e preziosi consigli. Rientrato in patria fu allievo negli atelier di Jules-Isidore Lafrance, Carolus-Duran e Léon Bonnat. Con i due amici, Ernest Hébert e Pierre Puvis de Chavannes, Jules partecipò anche alla decorazione del "Pantheon" di Parigi.
Il 29 maggio del 1875 Jules Aviat prese in moglie Marguerite Françoise Flora Muñoz, figlia di un medico psichiatra parigino d'origine cubana. La coppia ebbe cinque figli.
Nel 1905, Samuel Thruston Ballard e sua moglie, originari di Louisville, visitarono il "Salon des artistes français" per scegliere un pittore che fosse in grado di realizzare i ritratti di tutta la famiglia. Decisero che l'artista con maggiore talento, a parte John Singer Sargent, era Jules Aviat e gli chiesero di trascorrere qualche mese a Louisville per ritrarre i vari componenti della loro famiglia. Jules Aviat accettò e s'imbarcò sul piroscafo SS La Bretagne a Le Havre il 9 dicembre 1905. Durante il suo soggiorno in America egli realizzò il ritratto della coppia Thruston Ballard e diversi altri, fra cui quello della sorella di Samuel Thruston Ballard, Miss Mary Ballard, di suo cognato Rogers Clark Ballard Thruston e di suo figlio. Fece anche i ritratti di M.me Herman D. Newcomb, di Maryon E. Taylor, di Theodore Harris e di Zudie Harris. Aviat lasciò Louisville nell'aprile del 1906, ma non rientrò subito in Europa. Visitò dapprima molte città degli Stati Uniti e all'inizio del 1907 giunse a New York, da dove ripartì per la Francia nel febbraio dello stesso anno.
Jules Aviat fu prevalentemente un ritrattista e un paesaggista di scuola realista post-impressionista. All'occasione dipinse anche scene di genere e si spinse anche nella pittura storico-mitologica.
Nei ritratti di soggetti femminili Aviat si espresse in due modi: quello che si rifaceva allo stile di Franz Xaver Winterhalter, e che dava una non trascurabile importanza ai dettagli e agli elementi accessori, e quello che, seguendo la lezione di Thomas Gainsborough, cercava di riprodurre la personalità e il fascino del soggetto. I suoi ritratti di donna lo misero in concorrenza con Léon Bonnat, Henri Gervex, François Flameng, Ferdinand Humbert e Maurice Chabas.
Nei ritratti maschili, invece, Aviat si concentrò sull'illuminazione dei volti e dipinse i suoi modelli su fondi neutri, alla maniera di Léon Bonnat.
Ormai vecchio, Jules Aviat si ritirò nella cittadina di Périgueux, dove continuò a dipingere i paesaggi verdeggianti del Périgord, oltre ai ritratti dei notabili della regione. Il "Museo d'arte e archeologia del Périgord" di Périgueux conserva molte delle sue opere.
Jules-Charles Aviat morì à Périgueux il 23 gennaio 1931, a 87 anni. Fu sepolto nel Cimitero Nord della stessa città.

## Opere nelle collezioni pubbliche
Elenco parziale.

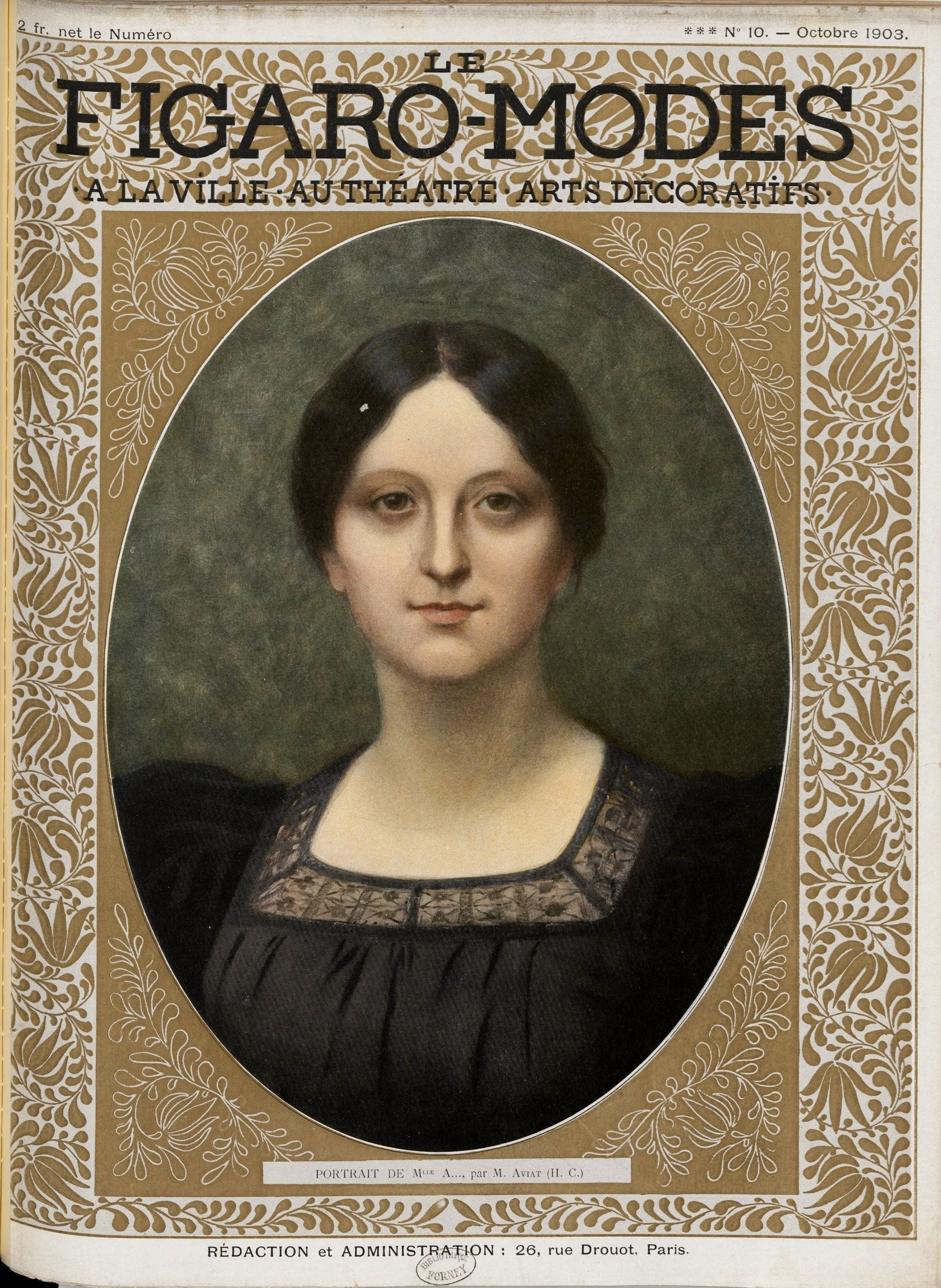
Julie Huber, figlia dell'artista

- Abbeville, Museo Boucher-de-Perthes: Sainte Élisabeth de Hongrie soignant un blessé, 1879.
- Blois, Museo del Château Royal: Portrait de Charlotte Corday, 1899.
- Bordeaux, Muso di belle arti: Portrait de Paul Bourgès à l'âge de 13 ans, c.1884.
- Périgueux, Museo d'arte e archeologia del Périgord:
  - Départ pour la chasse
  - Portrait de la mère de M.me Poix
  - Portrait d'une jeune femme roumaine
  - Portrait du Dr. Guibert
  - Portrait de M.me Guibert
  - Portrait du père de Jules Aviat
  - Portrait de la mère de Jules Aviat
  - Portrait du Dr. Bardy Delisle
- Reims, Museo di belle arti: Portrait du Dr. Louis Landouzy
- Rennes, Museo di belle arti: Portrait de Madame Gustave Toudouze, 1883
- Rouen, Museo di belle arti: Portrait de M.lle Suzanne Marsa, 1893
- Saintes, Museo del Présidial: Portrait du comte Lemercier
- Troyes, Museo Saint-Loup:
  - Les Forgerons
  - Portrait de Berthe Bousquet née Caron
  - Portrait de Mme Aspasie Caron
  - Portrait d'homme
- Vendôme, Museo di Vendôme: Le Professeur Alban Ribemont-Dessaignes, c.1909
- Vizille, Museo della Rivoluzione francese: Charlotte Corday, mort de Marat, 1880

## Mostre
Fra il 1876 e il 1924 Jules Aviat espose al "Salon de peinture et de sculpture" e in seguito al "Salon des artistes français". 
Partecipò anche a:
- Expo di Bordeaux, nel 1895,
- Expo di Parigi del 1900,
- Expo di Bruxelles del 1910.